# Gaetano Veneziano
Gaetano Veneziano (Bisceglie, 1656 – Napoli, 15 luglio 1716) è stato un compositore italiano.

## Biografia
Intraprese i propri studi musicali nel 1675 presso il Conservatorio di Santa Maria di Loreto di Napoli, dove studiò sino l'anno successivo sotto l'insegnamento di Francesco Provenzale.
Diventato adulto prestò servizio come maestro di cappella per la Corte Napoletana, per la Basilica di Santa Maria del Carmine Maggiore e per la Scuola di Santa Maria di Loreto, dove era stato studente in gioventù.
Nel 1678, con la nomina di organista aggiunto, iniziò a lavorare per la Cappella Reale e nel 1686 vi entrò come membro ordinario con uno stipendio mensile di 4 ducati.
Nel 1703 Alessandro Scarlatti abbandonò la carica di maestro della Cappella Reale Napoletana e lasciò Napoli; fu quindi indetto un concorso per la sua successione alla carica di direttore della cappella, al quale parteciparono quattro compositori, fra cui Veneziano. La prova fu tenuta nel dicembre dello stesso anno e consisteva nel comporre una messa: il 25 ottobre 1704 egli fu nominato maestro della Cappella Reale. Questa prestigiosa carica durò poco, perché nel 1707 gli Austriaci conquistarono Napoli e quindi Veneziano dovette abbandonare la propria posizione, in quanto simpatizzante per il precedente regime.
Il 10 luglio 1684 fu nominato maestro di cappella al Conservatorio di Santa Maria di Loreto, impiego che abbandonò però l'anno successivo. Tornò ad esercitare in questo ruolo solo dal 5 agosto 1695. Nel 1704 gli studenti dell'istituto di musica dichiararono ai loro maestri che egli non prestava sufficiente attenzione a loro (forse a causa dei numerosi impegni che poteva portare la carica di maestro della Cappella Reale). Quindi 7 gennaio 1705 fu affiancato alla direzione del conservatorio da Giuliano Perugino. Tuttavia continuò a lavorarvi fino alla morte avvenuta nel 1716.
Veneziano compose per lo più musica sacra, i quali manoscritti sono quasi tutti attualmente conservati nella biblioteca dei Filippini di Napoli. La sua opera ammonta a oltre 120 lavori e comprende passioni, messe, mottetti, cantici, inni latini, lezioni per notturni e cantate solistiche. È considerato un importante collegamento tra la musica napoletana del XVII e XVIII secolo.
Fu padre di Giovanni Veneziano, anch'esso compositore.

## Composizioni
Mottetto in Pastorale in lode del Santissimo Crocifisso del Carmine, a nove voci, violini, tromba, due flauti e due cornetti (senza data)
Oratorio "La Santissima Trinità", a 5 voci per archi e basso continuo
Mottetto "Exsultet orbis gaudijs", per soprano e contralto, 2 violini e basso continuo
Lectio I del Primo Notturno del Mercoledì Santo, per soprano e violini
Lectio III del Primo Notturno, per soprano e violini
Sinfonia a 7 strumenti, per 2 violini, viola, violoncello, doppio basso, liuto e organo